# Wolfgang Kaestner
Wolfgang Kaestner (* 18. Oktober 1877; † 9. Mai 1945 in Dresden) war ein deutscher Jurist und Verwaltungsbeamter.

## Leben
Kästner wurde im Erzgebirge  geboren, legte 1898 die Reifeprüfung als primus omnium des Gymnasiums in Zwickau ab, studierte in Genf und Leipzig Rechts- und Verwaltungswissenschaft, promovierte 1906 an der Universität Leipzig zum Dr. jur. und ging, nachdem er einige Zeit als Rechtsanwalt in Dresden tätig gewesen war, zum höheren Verwaltungsdienst im Königreich Sachsen über.
1909 unternahm er zum Studium volkswirtschaftlicher und gewerblicher Einrichtungen eine Reise in die USA, nach Ostasien und Britisch-Indien.
Nach der Mobilmachung im Ersten Weltkrieg 1914 ging Kästner als Schwadronoffizier zum 2. sächsischen Husarenregiment ins Feld und wurde später Kompanieführer und als Rittmeister i. R. entlassen. Im Mai 1919 wurde er als Amtshauptmann in der Amtshauptmannschaft Schwarzenberg eingesetzt und im Juli 1922 durch Christian von Schwartz abgelöst. Er wurde als Oberregierungsrat an die Kreishauptmannschaft Chemnitz versetzt.
1928 wurde er zum Liquidator der Firma Nestler & Breitfeld bestellt, die er noch aus seiner Schwarzenberger Zeit her kannte. Kästner lebte damals in Bautzen, wo er Stellvertreter des dortigen Kreishauptmanns war. Seine letzten Lebensjahre verbrachte er in Dresden, wo er unmittelbar nach Kriegsende 1945 starb.